# Aleksandr Szabałow
Aleksandr Szabałow, łot. Aleksandrs Šabalovs, ang. Alexander Shabalov (ur. 12 września 1967 w Rydze) – amerykański szachista pochodzenia łotewskiego, arcymistrz od 1991 roku.

## Kariera szachowa
Byłe jednym z uczniów Michaiła Tala. Na początku lat 90. wyemigrował do Stanów Zjednoczonych i od roku 1993 reprezentuje barwy tego kraju. Jest czterokrotnym mistrzem USA, złote medale zdobywał w latach: 1993 (wraz z Aleksiejem Jermolinskim), 2000 (wraz z Joelem Benjaminem i Yasserem Seirawanem), 2003/2004 oraz 2007. W roku 1993 zwyciężył w otwartym turnieju U.S. Open w Nowym Jorku, natomiast w 1999 – MK Cafe w Koszalinie. W 2001 podzielił I lokatę (wraz z Władimirem Akopianem, Władimirem Bakłanem i Michałem Krasenkowem) w Bad Wiessee. Wziął również udział mistrzostwach świata rozegranych systemem pucharowym w Moskwie, awansując do II rundy (przegrał w niej z Aleksandrem Chalifmanem). W 2002 podzielił I lokaty w otwartych turniejach w Qingdao oraz Aerofłot Open w Moskwie. W 2003 triumfował w Los Angeles oraz podzielił I miejsce w Curaçao. W 2005 zwyciężył (wraz z Aleksandrem Areszczenko) w Port Erin, natomiast w 2006 (wraz z Steliosem Halkiasem) w Bad Wiessee. W 2009 zwyciężył w rozegranych w São Paulo mistrzostwach Ameryki, był również dwukrotnym brązowym medalistą tych rozgrywek (Mar del Plata 2012, Pipa 2014).
W latach 1992–2004 pięciokrotnie wystąpił na szachowych olimpiadach (w 1992 w barwach Łotwy, pozostałe – w barwach Stanów Zjednoczonych). Na swoim koncie posiada srebrny medal, który zdobył wraz z drużyną na olimpiadzie w Eliście w 1998 roku.
Szabałow znany jest z wyjątkowo ostrej i dynamicznej gry, za wszelką cenę dążąc do komplikacji. Jak sam twierdzi „jeśli pozycja po moim posunięciu staje się jeszcze bardziej skomplikowana, oznacza to, iż wszystko zmierza w dobrym kierunku”. Arcymistrz Nick de Firmian, komentując jedną z jego partii stwierdził, iż pozycja jest tak szalona, że tylko Szabałow i Fritz (jeden z najsilniejszych na świecie komputerowych programów szachowych) są w stanie dobrze ją rozegrać”.
Najwyższy ranking w dotychczasowej karierze osiągnął 1 lipca 2007, z wynikiem 2637 punktów zajmował wówczas 81. miejsce na światowej liście FIDE, jednocześnie zajmując 4. miejsce wśród amerykańskich szachistów.